# Éjszakai járat (film, 2005)
Az Éjszakai járat (eredeti cím: Red Eye) egy 2005-ös thriller, amit Wes Craven rendezett. A főszerepben Rachel McAdams a Lux Atlantic Hotel igazgatója Miamiban, és egy politikai merényletre készülő terrorista, Cillian Murphy. A filmbeli effektusokért, és a zeneszerzésért Marco Beltrami volt a felelős.
Az USA-ban 2005. augusztus 19-én, idehaza 2005. szeptember 8-án volt a premierje.

## Cselekmény
Lisa Reisert (Rachel McAdams) retteg a repüléstől, ezért csak akkor használja, ha nagyon szükséges. Így történik ez akkor, amikor a nagymamája temetéséről Dallasból Texas államból sietne haza Miamibaba, Florida államba az utolsó éjszakai járattal. Mivel manager a Lux Atlantic Hotelben, az élete meglehetősen dinamikus. A repülőtéren a beszálláskor kiderül, hogy a „Fresh Air” járatai késésben vannak. Ekkor Lisa találkozik egy idős, ámde kedves hölggyel (Angela Patonnal) aki éppen érdekelt Dr. Phil önismereti könyve iránt – amit éppen Lisa olvas – ezért odaadja neki ajándékba. Ezzel párhuzamosan megismerkedik azzal az emberrel, aki a cselekmény bonyodalmát fogja okozni. Ő Jackson Rippner (Cillian Murphy), aki az első találkozáskor nagyon kedvesnek, és rokonszenvesnek bizonyul.
A beszállás után a repülőgépen Lisa éppen Jackson mellett kap helyet így tovább ismerkednek. Lisa rákérdez arra, hogy mi a foglalkozása Jacksonnak, aki – némi barkochbázás után – elmondja a szándékait vele kapcsolatban. Lisa eleinte azt gondolja csupán komolytalankodik vele, de amikor Jackson közli, hogy az édesapja Joe Reisert (Brian Cox) Miamiban veszélyben van, és a társa egyetlen telefonhívásra megölheti, akkor hihetővé válik. Lisa feladata nagyon egyszerű: föl kell hívnia a Fresh Air légitársaság vonaláról a Lux Atlantic-et, és Cyntia-tól (Jayma Mays) annyit kell kérnie, hogy egy szoba-számot változtasson meg. Ha eleget tesz a kérésnek az édesapja megmenekül, viszont ez nem is olyan egyszerű, hiszen az éppen oda érkező politikus Charles Keefe (Jack Scalia) lakosztályának számát kell megváltoztatnia a 3825-ről a 4080-ra.
Lisa a szorult helyzetben megpróbál mindent kitalálni, hogy egy lépéssel előbb legyen, de egy közel 10 000 méter magasan száguldó gép nemigen nyújt számos lehetőséget (például habban próbál üzenet hagyni a mosdó tükörén vagy az idős hölgynek adott könyvben). Mindent, amit kitalál Jackson meghiúsítja, így nincs más választása telefonál az édesapja életéért cserébe. A hívás után fény derül arra, hogy nem csak Keefe ellen készül merénylet, hanem az egész családja ellen. A landolás időszakában Lisa, Jackson tudtára adja – mivel kérdezte a mosdóban – hogy a heg, ami a kulcscsontja alatt található egy két évvel korábbi túszejtés nyoma. Ezért elhatározta, hogy ilyen többször nem fog megtörténni vele, majd egy tollat teljes erőből Jackson légcsövébe vág.
A terminálon keresztül sikerül elmenekülnie, lop egy autót, és az első dolga az édesapjához való igyekezet, miközben telefonon értesíti Cyntia-t, hogy ürítse ki a hotelt, mert a képviselő életveszélyben van. A vészhelyzet eredményesen lezárul, Keefe megmenekül. Miközben Lisa megérkezik a szülői lakáshoz, hatástalanítja Jackson „emberét”, és megkeresi Joe-t, akinek nem esett baja. Viszont Jackson véghez akarja vinni a tervét, és Lisa után megy, ahol a házban hosszas hajtóvadászat után végül az öreg Reisert egy hangtompítós pisztollyal végez Jacksonnal.
A film végén Charles Keefe a családja nevében is köszönetet mond Lisának és Cythiának, amiért megmentették az életüket.

## Szereplők és magyar hangok
| Színész         | Szerepbeli név             | Magyar hang          |
| --------------- | -------------------------- | -------------------- |
| Rachel McAdams  | Lisa Reisert               | Roatis Andrea        |
| Cillian Murphy  | Jackson Rippner            | Miller Zoltán        |
| Brian Cox       | Joseph „Joe” Reisert       | Varga T. József      |
| Jayma Mays      | Cynthia                    | Mezei Kitty          |
| Jack Scalia     | Charles Keefe              | Csankó Zoltán        |
| Brittany Oaks   | Rebecca                    | Talmács Márta        |
| Laura Johnson   | Szőke hölgy                | Simon Mari           |
| Angela Paton    | Kedves idős hölgy          | Pásztor Erzsi        |
| Colby Donaldson | Testőr                     | Juhász György        |
| Max Kasch       | Fejhallgatós gyerek        | Csík Csaba Krisztián |
| Kyle Gallner    | Fejhallgatós gyerek bátyja | Molnár Levente       |
| Robert Pine     | Bob Taylor                 | Szersén Gyula        |
| Terry Press     | Marianne Taylor            | Rátonyi Hajnalka     |
| Monika McSwan   | Légikisasszony             | Pap Katalin          |
| Suzie Plakson   | Rangidős légikisasszony    | Andresz Kati         |
| Amber Mead      | Dallasi pénztáros          | Orosz Anna           |

## Bevétel
Az Éjszakai járat című film 26 millió dolláros költségvetését belföldön a bevételek duplán meghaladták, hozzávetőlegesen 57,9 millió dollár lett. Nemzetközileg további 37,7 millió dollárt ért el, így összesen 95,6 millió dollár bevételre tett szert.

## Kritikák
A filmet széles körben dicsérték a kibocsátást megelőzően, és azt követően is. Számos publikációban is nagy elismerésnek örvendett.[forrás?]
Az elismerők:
- The Washington Post
- Rolling Stone
- Entertainment Weekly
- Los Angeles Times
- The New York Times
- Chicago Sun-Times